# Pravo u 1071.
◄◄ | ◄ | 1068. | 1069. | 1070. | 1071.  | 1072. | 1073. | 1074. | ► | ►►
Arhitektura • Astronomija • Knjige • Književnost • Kršćanstvo • Medicina • Pravo • Promet • Znanost
Pravo u 1071.

## Hrvatska i u Hrvata

### Događaji
- Hrvatski kralj Petar Krešimir IV., koji je Pag i Rab oteo Mletcima, u Biogradu presudio u sporu između Raba i Zadra, da cijelo područje Luna uključujući i Novalju pripadne Rabu. Do tada je cijeli Pag bio pod jurisdikcijom rabske biskupije, a od tada nadalje, samo dio otoka od Caske ili Cisse zapadno. Grad Pag i ostatak otoka pripada Zadru. Sve od Petra Krešimira Lun je pripadao gradu Rabu.

## Vanjske poveznice
|  | Zajednički poslužitelj ima još gradiva o temi Pravo |